# Elizalde Type 291
Der Elizalde Type 291 ist ein spanischer Rennwagen der Firma Elizalde.

## Beschreibung
Der Elizalde Type 291 Rennwagen wurde ab 1922 gebaut.
Alle ab einem späteren Zeitraum gebauten Rennwagen (etwa ab 1916) erhielten die Zusatzziffer 1 nach der Typenbezeichnung vom entsprechenden Serienmodellen von dem sie abgeleitet worden sind. Aus dem Typ 29 wurde der Typ 291 entwickelt, aus dem Typ 51 der Typ 511, Teilnehmer am Großer Preis von Spanien 1923 oder aus dem Typ 518 der Rennwagen Type 5181. Die Anzahl der Rennwagen ist durch die nicht mehr vorhandene Dokumentation schwer nachzuvollziehen. Vom Type 291 haben aber mindestens 3 Fahrzeuge die Fabrik Elizalde am Paseo de San Juan verlassen, da in einem Rennen die Rennfahrer Carlos Basset, José Feliu mit der Nummer 57 und Fernando De Vizcaya (1895–1932) mit der Nummer 58 gleichzeitig an einem Rennen mit diesem Sportwagen teilgenommen hatten. Der Motor hatte einen Hubraum von 3404 cm³ mit einer Bohrung von 85 mm und einem Hub von 150 mm. Das Getriebe hatte 4 Gänge. Der Radstand mit 3440 mm sowie die Spurweite mit 1450 mm wurden vom Basisfahrzeug übernommen. Die Höchstgeschwindigkeit des Fahrzeuges betrug 120 km/h.

## Produktionszahlen
Mindestens drei Rennwagen vom Type 291; Produktionszahlen sind nicht bekannt.